# 러시아의 올리가르히
러시아의 올리가르히(러시아어: олигархи)는 구소련 공화국들의 올리가르히로서, 1990년대 소련 해체 이후 러시아의 민영화를 통해 급속히 부를 축적했다. 파탄난 소련 국가는 국가 자산의 소유권에 대해 논쟁을 벌이게 되었고, 이로 인해 국가 재산을 획득하기 위한 수단으로 전 소련 관료(주로 러시아와 우크라이나)와의 비공식 거래가 허용되었다.
러시아의 올리가르히들은 시장 자유화 기간 동안 미하일 고르바초프(소련 공산당 서기장, 1985~1991) 밑에서 기업가들로 등장했다. 수학자이자 전 연구원이었던 보리스 베레좁스키는 러시아 최초의 유명한 사업가가 되었다.
올리가르히는 보리스 옐친 대통령 재임 기간(1991~1999) 동안 러시아 정치에서 점점 더 영향력을 갖게 되었다. 로만 아브라모비치, 미하일 호도르콥스키, 보리스 베레조프스키, 블라디미르 포타닌과 같은 연줄이 훌륭한 올리가르히들은 대선 준비 기간에 실시된 주식 계획 경매 대출 가치의 일부만으로 주요 자산을 인수했다. 비선호적인 올리가르히를 옹호하는 사람들은 그들이 인수한 회사가 여전히 소련 원칙에 따라 운영되고, 재고 통제가 없고, 급여가 높으며, 재무 보고가 없고, 이익에 대한 고려가 부족하기 때문에 당시 높은 평가를 받지 못했다고 주장한다.
2014년부터 수백 명의 러시아 올리가르히들과 그 회사들이 "전 세계적으로 러시아 정부의 악의적인 활동"을 지원했다는 이유로 미국의 제재를 받았다. 2022년에는 러시아의 우크라이나 전쟁에 대한 질책으로 많은 러시아 올리가르히와 그 가까운 가족이 전 세계 국가의 표적이 되고 제재를 받았다.

## 같이 보기
- 스위스 은행
- 과두제
- 강도남작
- 러시안 마피아